# UFC 190
UFC 190: Rousey vs. Correia foi um evento de Artes Marciais Mistas promovido pelo Ultimate Fighting Championship, que ocorreu em 1 de agosto de 2015 no HSBC Arena no Rio de Janeiro.

## Background
O evento principal foi a luta de invictas entre a atual campeã Ronda Rousey e a desafiante Bethe Correia pelo Cinturão Peso Galo Feminino do UFC. Ronda venceu por nocaute.
O evento ainda foi esperado para contar com as finais do The Ultimate Fighter: Brasil 4 no Peso Galo e Peso Leve. As finais inicialmente aconteceriam em São Paulo, Brasil em 27 de Junho de 2015, mas em 15 de Maio o evento foi mudado para Hollywood, Florida, EUA. Essa seria a primeira final do TUF Brasil a acontecer fora do país. No entanto, próximo ao evento, vários lutadores internacionais tiveram problemas para entrar nos EUA devido a problemas com o Escritório de Assuntos Consulares, que faz os vistos. Isso impediu diversos lutadores de participarem do evento. Posteriormente, as finais do The Ultimate Fighter: Brasil 4 foram mudadas para esse evento.

## Card Oficial
Nota 1 Pelo Cinturão Peso Galo Feminino do UFC.

Nota 2 Final do TUF Brasil 4 no Peso Leve.

Nota 3 Final do TUF Brasil 4 no Peso Galo.

Nota 4 Luta eliminatória pela disputa do Cinturão Peso Palha Feminino do UFC.

## Bônus da Noite
- Luta da Noite:  Mauricio Rua vs.  Antônio Rogério Nogueira
- Performance da Noite:  Ronda Rousey e  Demian Maia

## Ligações Externas
1. ↑  Nota 1
2. ↑  Nota 2
3. ↑  Nota 3
4. ↑  Nota 4